# Cratere Ugne
Ugne  è un cratere sulla superficie di Venere.